# جسی کوک
جسی کوک (انگلیسی: Jesse Cook؛ زادهٔ ۲۸ نوامبر ۱۹۶۴) یک نوارندهٔ گیتار، موسیقی‌دان آهنگ‌ساز و تهیه‌کننده موسیقی اهل کاناداست. او عناصری از موسیقی فلامنکوی نوین، جاز و موسیقی گوناگون ملل را در آهنگ‌های خود تلفیق و بکار می‌گیرد. وی تا کنون بابت فعالیت‌های هنری‌اش برندهٔ جوایز گوناگونی شده‌است که از آن میان می‌توان به جایزه جونو، مدال نقرهٔ نوازندهٔ برتر در سبک فلامنکو به انتخاب مجلهٔ «آکوستیک گیتار» و همچنین ۳ جایزهٔ جاز ملایم کانادا اشاره‌کرد. آثار او توسط شرکت‌های ئی‌ام‌آی، انترتینمنت وان میوزیک و نارادا منتشر شده و بیش از ۱٫۵ میلیون نسخه از آنها به فروش رفته‌است.

## زندگی‌نامه
جسی کوک در پاریس از پدر و مادری کانادایی متولد شد. پدرش «جان کوک» فیلم‌ساز و عکاس و مادرش «هیتر کوک» تهیه‌کننده و کارگردان تلویزیونی بود و دایی‌اش نیز «آرنو مگز» هنرمند و عکاس بود و جسی کوک چند سال‌ها اول زندگی‌اش را در پاریس، جنوب فرانسه و بارسلون گذراند و میان اینها دررفت‌وآمد بود.
پس از جدایی والدین از هم، جسی و خواهرش به همراه مادر به کانادا بازگشتند و او در آنجا در کلاس‌های «آکادمی گیتار ایلای کاسنر» شرکت کرد. وقتی نوجوان بود، پدرش در شهر آرل در منطقهٔ کامارگو بازنشسته شد؛ جایی که با «نیکلاس رِیس» خوانندهٔ اصلی جیپسی کینگز همسایه بود. در سفرهای مکررش به آرل بود که جسی مجذوب موسیقی کامارگو و نوای ریتمیک و دل‌نواز رومبا فلامنکو شد که در هر گوشه کنار از این شهر به گوش می‌رسید.
در بازگشت به کانادا، او تحصیلاتش را در زمینهٔ نوازندگی گیتار کلاسیک و جاز در کنسرواتور سلطنتی موسیقی، دانشگاه یورک و کالج موسیقی برکلی پی گرفت. وی همیشه با شوخی و طعنه می‌گوید که تلاش زیادی کرده تا تمام این آموخته‌ها را فراموش کرده و کنار بگذارد تا بتواند خود را در موسیقی سینه‌به‌سینهٔ کولی‌ها غرق‌کند.
آلبوم نخست او به نام «طوفان» پس از انتشار در سال ۱۹۹۵ میلادی به رتبهٔ ۱۴ ۱۰۰ آهنگ داغ بیلبورد آمریکا دست یافت.
وی تا کنون ۸ آلبوم استودیویی و ۳ دی‌وی‌دی اجرای زنده منتشر نموده و به نقاط مختلف جهان سفر کرده‌است تا سنت‌های گوناگون موسیقی را واکاوی کند. سنتهایی که او در سبک رومبا فلامنکوی خود تلفیق کرده و بکار گرفته‌است.
در سال ۱۹۹۸ میلادی، جسی کوک نامزد دریافت جایزه جونو برای «نوازندهٔ بی‌کلام سال» شد. در سال ۲۰۰۱ مجدداً نامزد این جایزه بابت «بهترین نوازندهٔ مرد سال» گردید و یک جایزه جونو نیز برای «بهترین آلبوم بی‌کلام» برد. در سال ۲۰۰۹ میلادی برندهٔ جایزهٔ دوم «بهترین نوازنده» از سوی مجلهٔ کانادایی «آکوستیک گیتار» شد. (جایزهٔ اول را پاکو د لوسیا برد). او سه مرتبه نیز برندهٔ جایزهٔ «گیتاریست سال» کانادا در سبک جاز ملایم شده‌است و جوایز دیگری نیز برده‌است.